# Morné Steyn
Morné Steyn (Ciudad del Cabo, 11 de julio de 1984) es un exjugador sudafricano de rugby que se desempeñaba como apertura.

## Carrera
Steyn debutó con los Blue Bulls en 2003 y luego en los Bulls del Super Rugby en 2005, donde lleva el número 10. Fue miembro del equipo que ganó en el Super 15 de 2009, terminando la temporada como el principal anotador puntos, y estableció una marca de 4 drops en un solo partido, en la semifinal contra los Crusaders. En la temporada 2013-14, al igual que muchos otros compatriotas suyos, prueba en el rugby europeo, ingresando en las filas del Stade Français Paris.
El 1 de agosto de 2009 los Springboks le ganaron a Nueva Zelanda en el Torneo de las Tres Naciones 2009 en Durban 31-19. Steyn marcó todos los 31 puntos para Sudáfrica (8 penales y un try más la conversión del tiro a los palos). Rompió algunas marcas, entre ellas la del mayor número de puntos por jugador en un partido del Tres Naciones, que anteriormente estaba en manos de Andrew Mehrtens con una puntuación de 29 ante Australia en 1999 (ejecución de nueve penales).

## Récords
- Récord mundial de más puntos anotados por un jugador que ha marcado todos los puntos de su equipo.
- La mayor cantidad de puntos anotados ante Nueva Zelanda (31) en un solo partido.
- Récord sudafricano de penaltis en un partido (8) - superando los siete (logrado dos veces) por el ex fullback y ahora entrenador de Sudáfrica, Percy Montgomery.

- - Todos los registros anteriores conseguidos con sus 31 puntos anotados en el torneo Tres Naciones 2009 contra los All Blacks en Durban el 1 de agosto de 2009.[3]

- Récord sudafricano de más puntos en un partido contra Australia.

- 100 puntos más rápidos por un Springbok (8 partidos internacionales, 3 como suplente).[4]
- 200 puntos más rápidos por un Springbok (16 partidos internacionales).
- 300 puntos más rápidos por un Springbok (24 partidos internacionales).
- 400 puntos más rápidos por un Springbok (33 partidos internacionales).
- 500 puntos más rápidos por un Springbok (43 partidos internacionales).

- Más drops en una temporada de Super Rugby (11).
- Más puntos anotados contra los All Blacks por un Springbok (31).
- Más puntos anotados en un partido de Tres Naciones (31).
- Más drops en un juego de Super Rugby (4) (en la semifinal de 2009 del Super 14 contra los Crusaders).
- Más drops en el Super Rugby (25).
- Más drops en una temporada de Super Rugby (11 en 2009).
- Más penaltis en una temporada de Super Rugby (51 en 2010).
- Más puntos en una temporada de Super Rugby (263) - rompiendo el récord de Dan Carter de 221 logrado en 2006.
- Más puntos de un jugador de Bulls en la historia del Super Rugby (1467).
- Más puntos de un sudafricano y el primer sudafricano en alcanzar 100 puntos en el Super Rugby (1467).
- Steyn también tiene el récord de más patadas exitosas consecutivas de gol en partidos internacionales desde que las estadísticas de dicha categoría se mantuvieron por primera vez en la década de 1980. Tuvo una racha de 41 intentos exitosos que terminaron el 6 de noviembre de 2010 ante Irlanda. El récord anterior era de 36, en poder de Chris Paterson de Escocia.[5]

### Bulls
- Mayor diferencia de puntos en una final de rugby super 14 (61–17).
- Mayor triunfo en un partido de Super Rugby contra the Reds (92-3).
- El único equipo de Sudáfrica que ha ganado la copa Super Rugby - y en tres ocasiones.

## Participaciones en Copas del Mundo
En 2015 es seleccionado para formar parte de la selección sudafricana que participa en la Copa Mundial de Rugby de 2015. En la fase de grupos, logró puntos en la victoria de su equipo sobre Estados Unidos 64-0 con tres conversiones.
| Mundial                       | Sede          | Resultado        | PJ | Pts |
| ----------------------------- | ------------- | ---------------- | -- | --- |
| Copa Mundial de Rugby de 2011 | Nueva Zelanda | Cuartos de final | 5  | 62  |
| Copa Mundial de Rugby de 2015 | Inglaterra    | Tercer puesto    | 1  | 6   |